# Alameda (Californie)
Pour les articles homonymes, voir Alameda.
Alameda (prononcé en anglais : /ˌæləˈmidə/) est une municipalité américaine située dans le comté d'Alameda et la région de la baie de San Francisco, en Californie.

## Géographie
Son territoire de 59,5 km2 occupe une île du même nom de la baie de San Francisco, près d'Oakland, ainsi que Bay Farm Island (en), devenue une péninsule, qu'elle partage avec l'aéroport international d'Oakland, et la petite île de Coast Guard Island, au nord

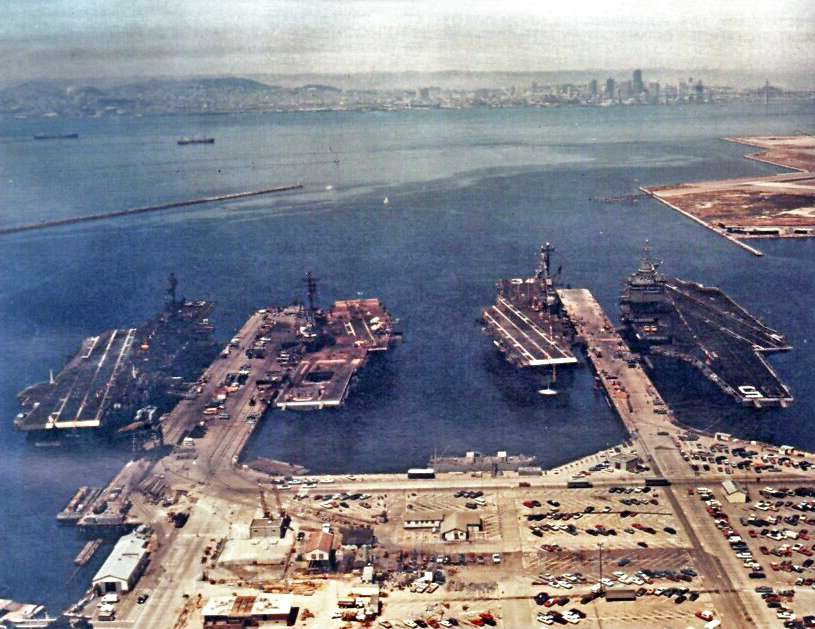
Les porte-avions,, et à Alameda en 1974.

## Histoire
Elle a été fondée le 6 juin 1853 et a développé depuis ses activités portuaires. Alameda n'était pas originellement une île : elle était autrefois une péninsule partant d'Oakland. Mais le besoin d'étendre les installations portuaires fit que les deux villes furent séparées par un canal vers la fin du XIXe siècle. L'estuaire naturel s'étendit et s'approfondit, transformant Alameda en île à part entière.
La ville vivait aussi de sa base aéronavale, Naval Air Station Alameda, fondée en 1940 et fermée définitivement en 1997. Il en reste aujourd'hui un musée, où est exposé le porte-avions Hornet. La série télévisée Mythbusters y a réalisé de nombreuses expériences en profitant de l'espace dégagé qu'offre la base.
La ville est aussi connue pour la présence du siège social et de l'usine de fabrication d'Astra Space, qui commercialise le lanceur Rocket 3. Les mises à feu d'essai du lanceur sont également réalisées à Alameda.

## Démographie
| 1860 | 1870  | 1880  | 1890   | 1900   | 1910   |
| ---- | ----- | ----- | ------ | ------ | ------ |
| 460  | 1 557 | 5 708 | 11 165 | 16 464 | 23 383 |

| 1920   | 1930   | 1940   | 1950   | 1960   | 1970   |
| ------ | ------ | ------ | ------ | ------ | ------ |
| 28 806 | 35 033 | 36 256 | 64 430 | 63 855 | 70 968 |

| 1980   | 1990   | 2000   | 2010   | 2020   | - |
| ------ | ------ | ------ | ------ | ------ | - |
| 63 852 | 76 459 | 72 259 | 73 812 | 78 280 | - |

## Politique et administration
La ville est dirigée par un maire et un conseil de quatre membres, élus pour un mandat de quatre ans, selon le système à gérance municipale.
| Période                                  | Période  | Identité              | Étiquette | Qualité |
| ---------------------------------------- | -------- | --------------------- | --------- | ------- |
| Les données manquantes sont à compléter. |          |                       |           |         |
| 2010                                     | 2014     | Marie Gilmore         |           |         |
| 2014                                     | 2010     | Trish Spencer         |           |         |
| 2018                                     | En cours | Marilyn Ezzy Ashcraft |           |         |

## Jumelages
- Jiangyin (Chine) depuis 2008
- Dumaguete (Philippines) depuis 2015
- Yeongdong (Corée du Sud) depuis 2017
- Varazze (Italie) depuis 2019

### Pactes d'amitiés
- Wuxi (Chine) depuis 2005

## Personnalités nées à Alameda
- Vin Diesel, acteur né à Alameda en 1967.
- Ted Johnson, ancien joueur de football américain des Patriots de la Nouvelle-Angleterre.
- Ivan Langstroth (1887-1971), pianiste, pédagogue et compositeur.